# بیلهورود-دنیستروفسکیی
بیلهورود-دنیستروفسکیی (به اوکراینی: Білгород-Дністровський) شهری در استان اودسا در کشور اوکراین واقع شده‌است. جمعیت این شهر ۴۸,۱۹۷ نفر (۲۰۲۱ تخمینی)است.

## نگارخانه

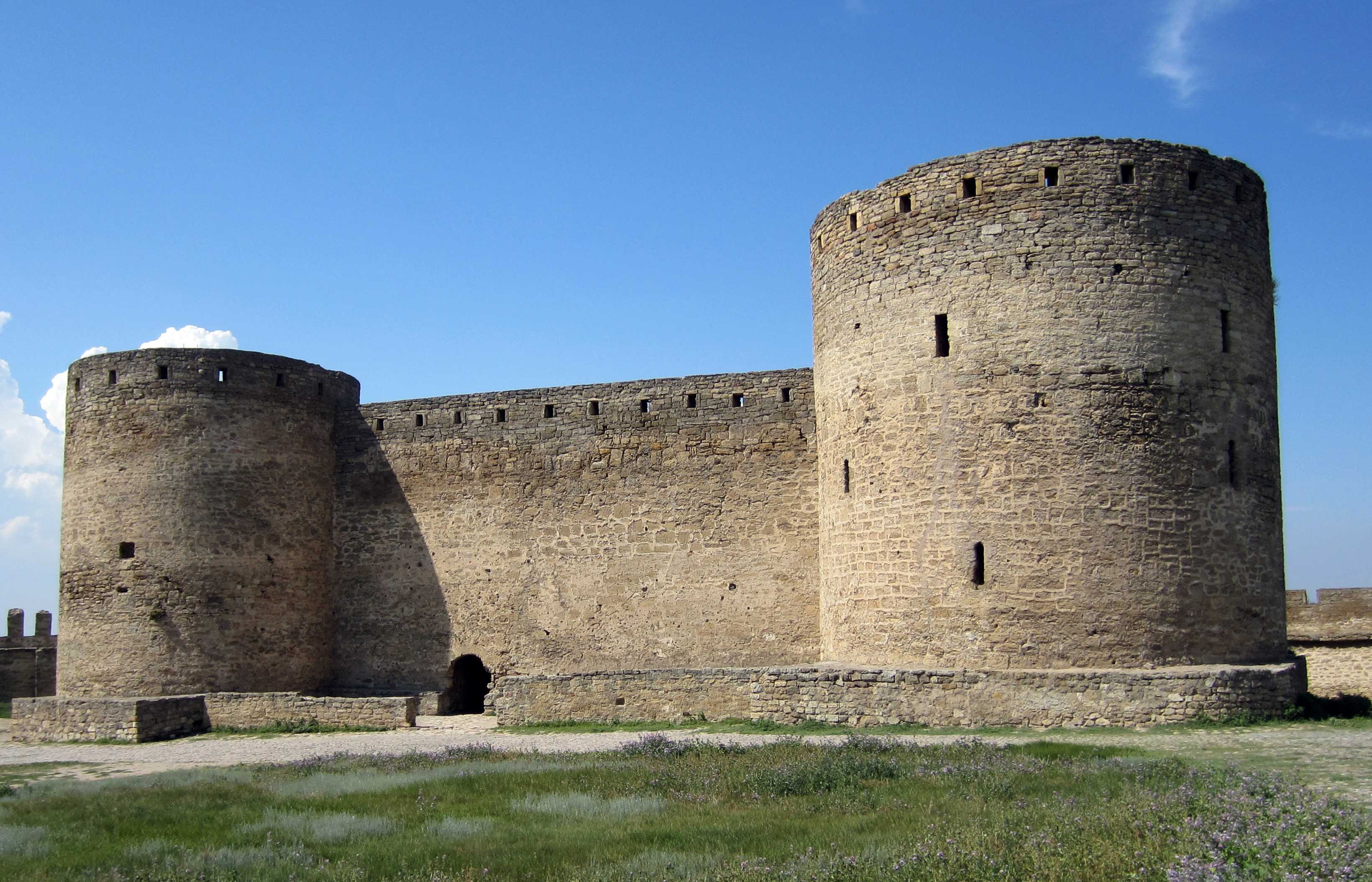
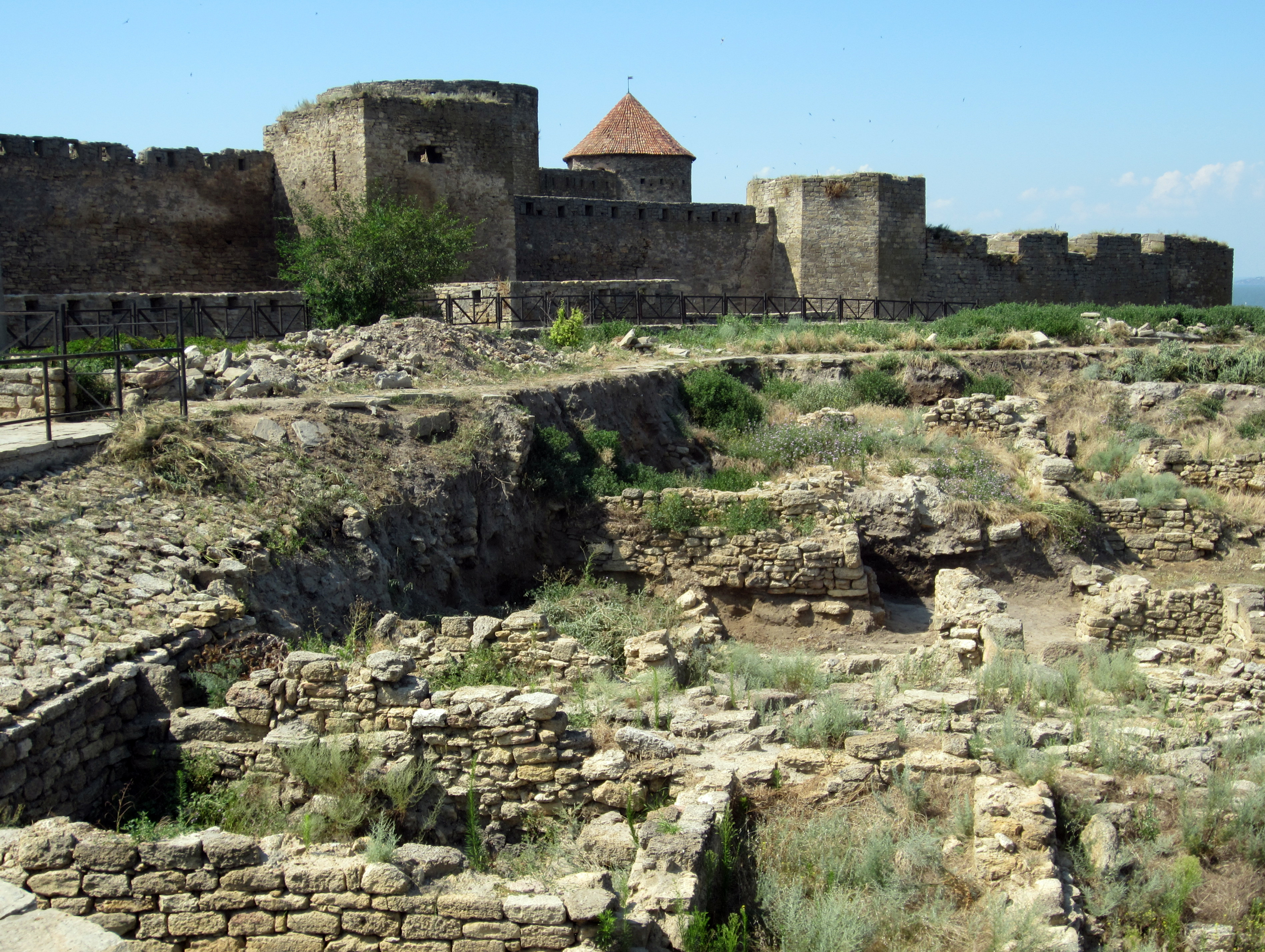
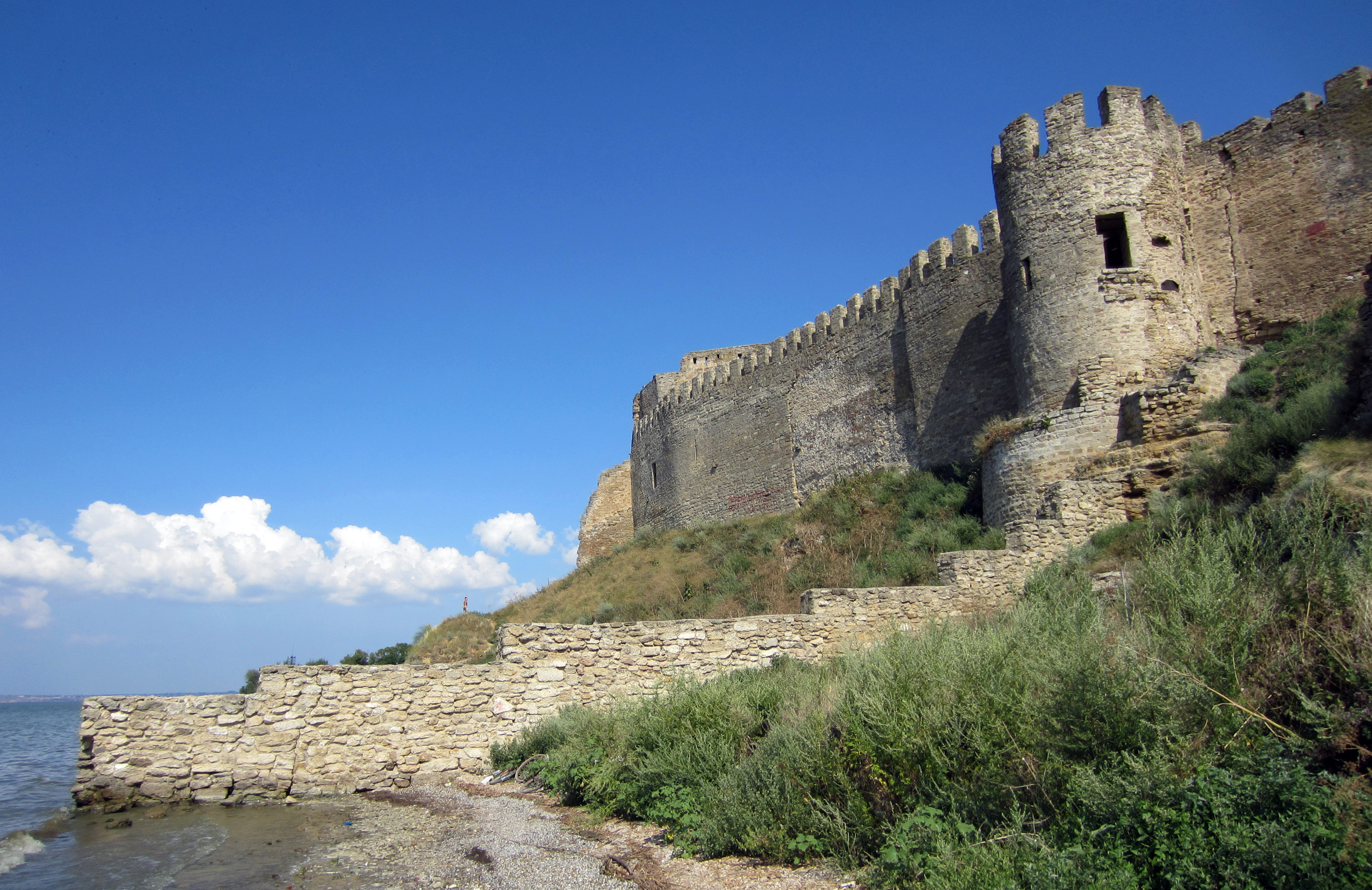
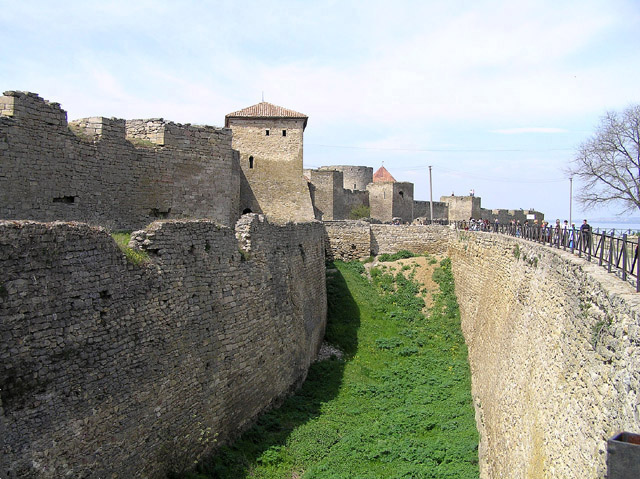